# بوريس سبرين
بوريس سبرين (بالروسية: Спирин, Борис Николаевич)‏ هو لاعب كرة قدم روسي في مركز الهجوم، ولد في 3 ديسمبر 1970 في موسكو في روسيا. لعب مع أسمرال موسكو ودينامو موسكو.